# 조선민주주의인민공화국 중공업성
중공업성(重工業省)은 조선민주주의인민공화국의 중앙 행정기관이다. 철강, 플랜트, 건설 자재 산업에 대한 업무를 총괄하며 화학공업을 별도로 관장하는 화학공업성이 같이 설립되었다. 1948년 9월 2일 공화국 내각의 출범과 동시에 경공업성과는 별도로 각각 설립되었다.

## 연혁
- 1948년 9월 2일 중공업성 설치
- 1955년 6월 25일 폐지, 금속공업성에 흡수

## 역대 상, 부상

### 역대 상
- 정일룡 1954년 3월 23일 ~ 1955년 6월 25일, 부총리 겸직

### 역대 부상
- 문만욱 1954년 3월 23일 ~ 1955년 6월 25일,

## 같이 보기
- 경공업성
- 화학공업성